# Afloramento (geologia)

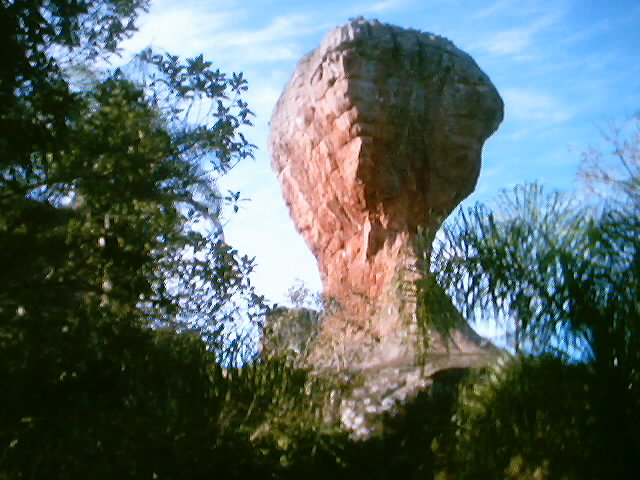
A Taça: Afloramento de arenito no Parque Estadual de Vila Velha, Ponta Grossa, Brasil

Em geologia, um afloramento é a exposição de uma rocha na superfície da Terra. Pode ser formada naturalmente pela erosão do solo que cobria a rocha, ou pela ação humana, como por exemplo, em cortes de estradas ou em pedreiras.

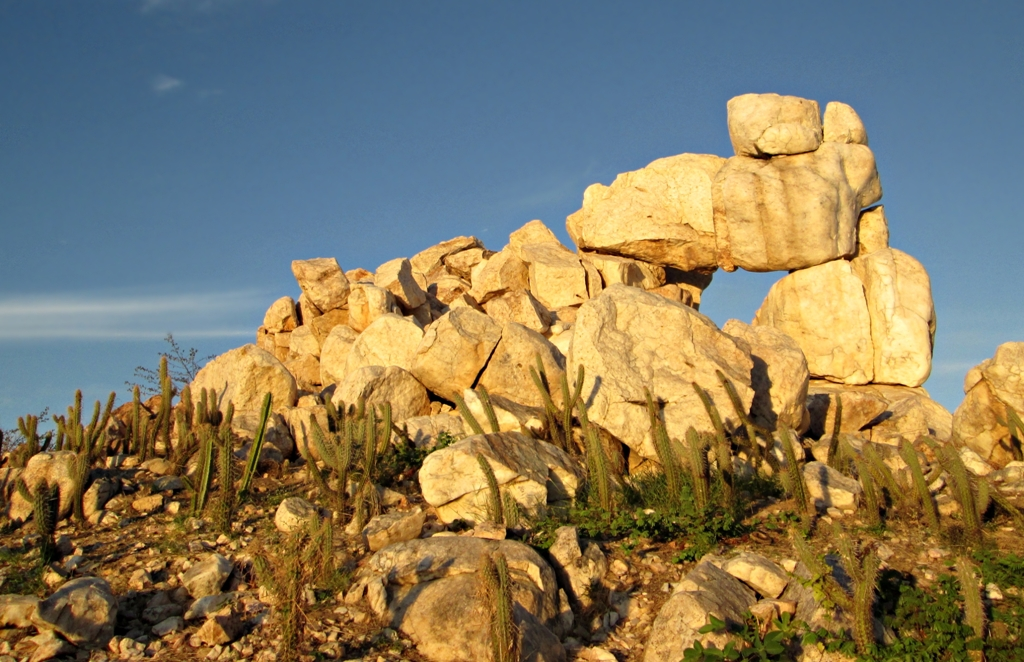
Afloramento do Serrote Branco, em Caicó, Brasil

Afloramentos são muito importantes nos estudos geológicos pois permitem a observação direta das rochas e o estudo da geologia local e regional. Além disto, possibilitam a coleta de amostras destas rochas, que podem ser analisadas em laboratórios quanto à sua composição mineralógica e química, idade, conteúdo fossilífero (no caso de rocha sedimentares), e etc. 

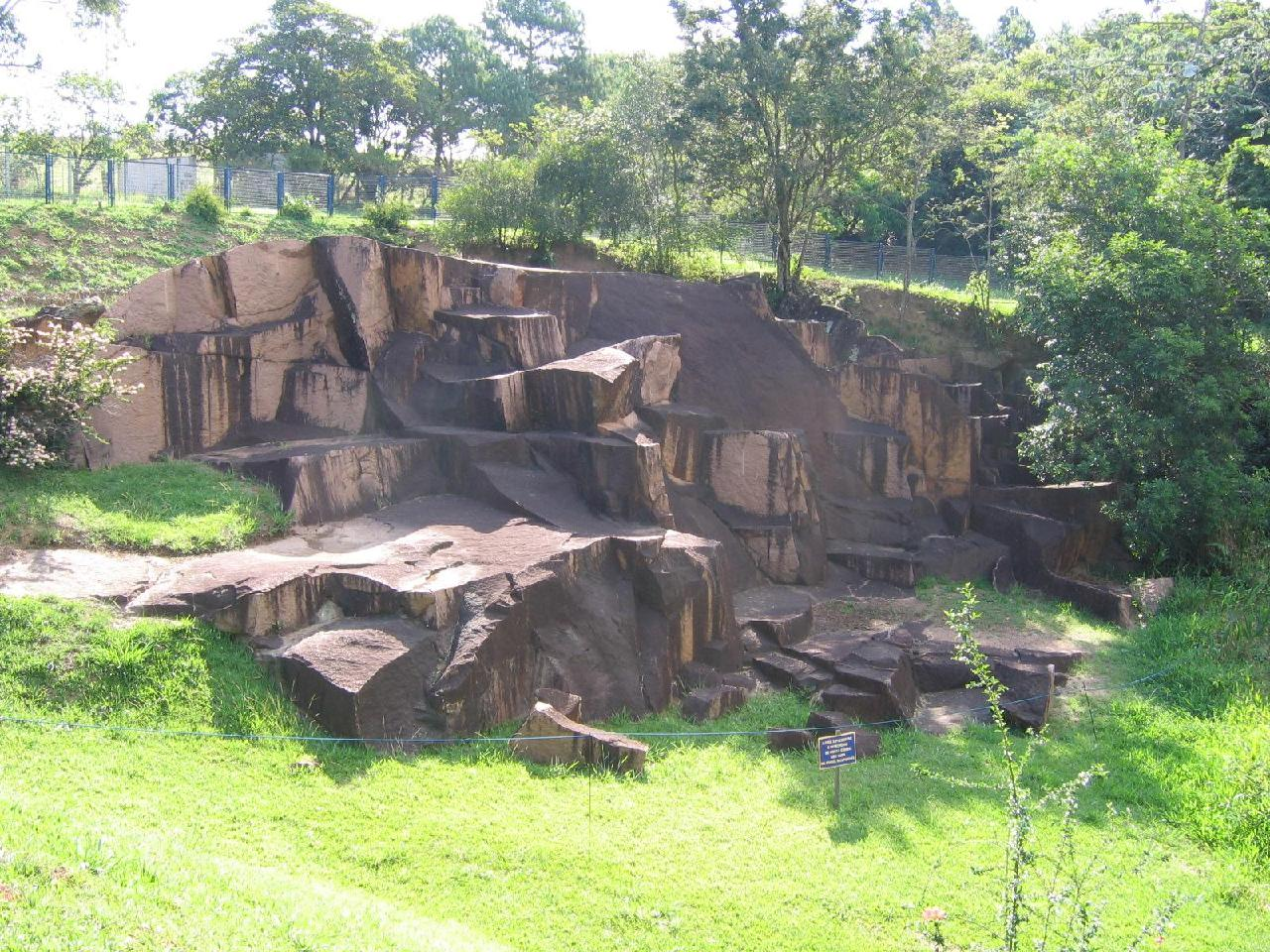
Afloramento de granito no Parque da Rocha Moutonnée, em Salto, Brasil

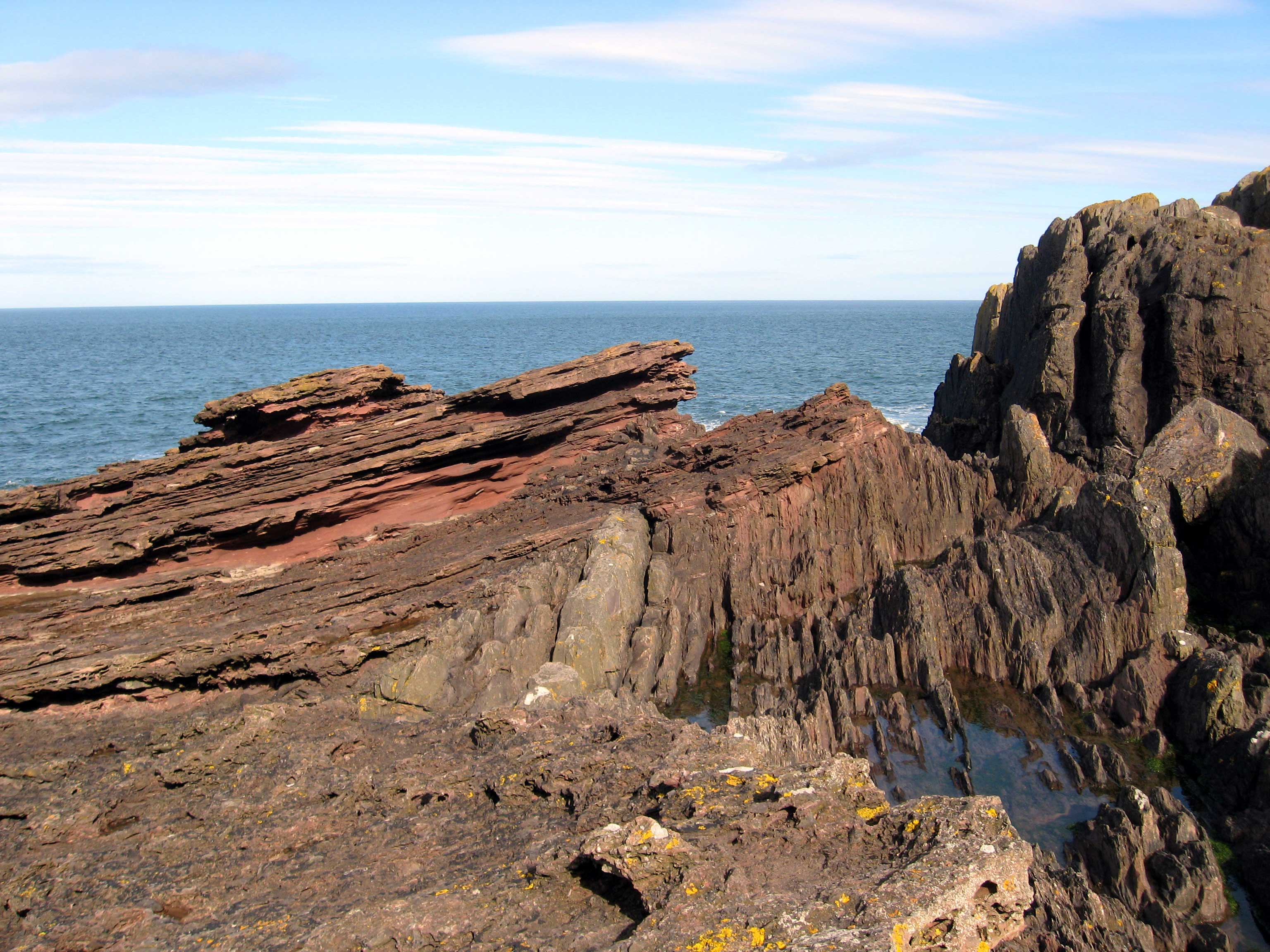
Afloramento de Siccar Point, Escócia, um dos afloramentos de rocha mais famoso do mundo e que ajudou o pai da Geologia moderna, James Hutton, a definir que a Terra possui uma idade extremamente alta, contrariando o pensamento vigente à época.

Através dos afloramentos, os geólogos podem fazer mapas geológicos de superfície e, assim, conhecer as características das rochas em uma região e sua extensão em área, e auxiliar na pesquisa de recursos minerais, petróleo, na geologia de engenharia e etc.

## Tipos de afloramentos rochosos no Brasil
Ao longo do Brasil são reconhecidas 4 áreas rochosas distintas de afloramento rochoso:
- Afloramentos calcários
- Campos de altitude
- Campos rupestres
- Inselbergues

Cada grupo rochoso possui uma flora distinta, com espécies de plantas específicas que se desenvolvem apenas nesses ambientes. A destruição ou alteração desses afloramentos pode ameaçar essas plantas únicas, tornando a conservação dessas rochas e suas espécies essencial para preservar a biodiversidade e a própria existência dessas plantas na Terra.

### Inselbergue

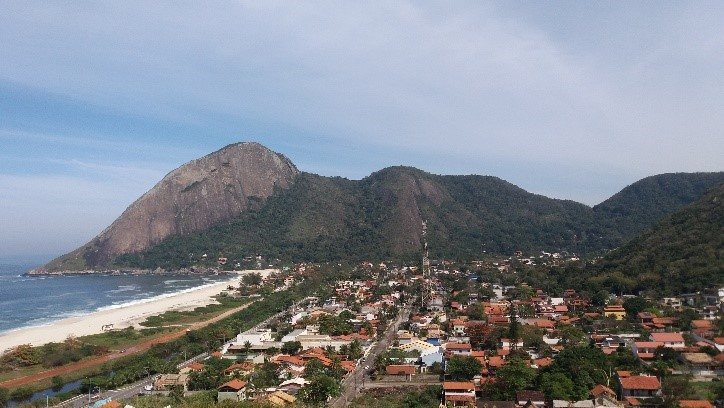
Alto Mourão, municípios de Niterói/Maricá, estado do Rio de Janeiro, Brasil

Entre as quatro áreas rochosas, os inselbergues se destacam, sendo formados principalmente por granito e gnaisse. Essas rochas, que se destacam como elevações monolíticas ou agrupadas isoladas na paisagem, são mais comuns em regiões tropicais, embora ocorram em todo o mundo. Elas criam paisagens únicas e atraem visitantes ao longo do ano, não apenas pela beleza do entorno, mas também pela natureza local. No Brasil, os inselbergues são definidos como formações abaixo de 1000 metros de altitude, enquanto as mais altas são chamadas de campos de altitude. O termo “Pão de Açúcar”, embora seja o nome de um inselbergue famoso no Rio de Janeiro, é também usado para se referir a inselbergues na Região Sudeste do Brasil. Originado do alemão “insel” (ilha) e “berg” (montanha), o termo foi criado pelo geólogo Friedrich Bornhardt em 1900 para descrever montanhas de origem Pré-Cambriana que se destacam do plano circundante, inicialmente observadas nas planícies da Namíbia. Os inselbergues podem ser considerados “ilhas de habitats” ou “ilhas terrestres”, dependendo da escala de análise.

### Flora de inselbergue

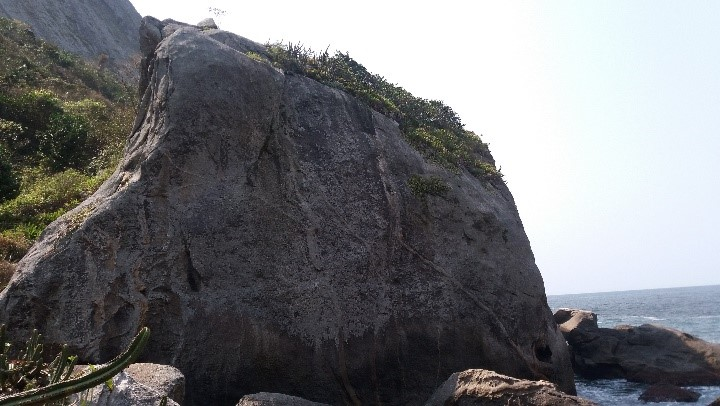
Afloramento rochoso à beira mar

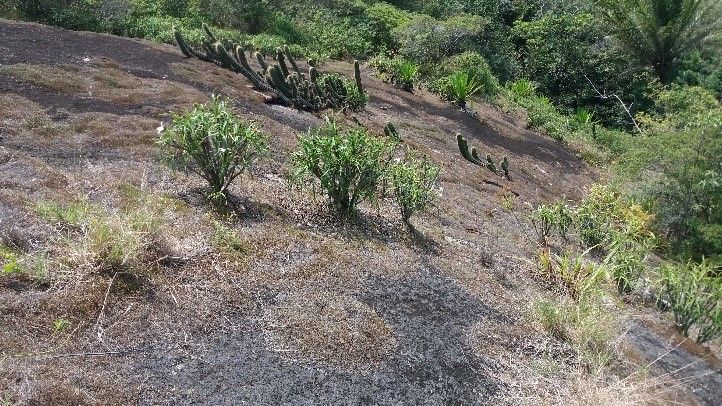
Vegetação característica de inselbergue

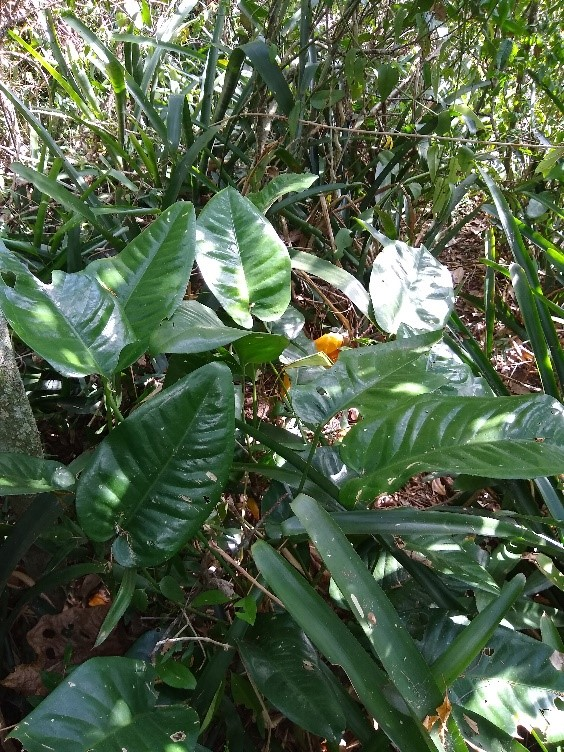
Vegetação em rochas soltas no interior da mata

À distância, os inselbergues parecem ser vastas extensões de rocha nua, mas desempenham um papel crucial na conservação da biodiversidade por serem ecologicamente isolados. Esses ambientes são influenciados pelas fitofisionomias ao redor e possuem filtros ambientais específicos, como alta insolação, temperaturas elevadas, grande evaporação e baixa cobertura do solo, que limitam a disponibilidade de nutrientes e água. As plantas que colonizam os inselbergues variam, podendo crescer diretamente sobre a rocha, em sedimentos ou em ilhas de vegetação, conforme a declividade e a profundidade do solo. Esses ambientes apresentam uma rica diversidade de espécies, muitas delas endêmicas da Mata Atlântica, e funcionam como refúgios ecológicos. Aproximadamente 45% das espécies endêmicas da Mata Atlântica ocorrem apenas em locais marginais como os inselbergues, tornando sua preservação essencial para manter a biodiversidade. Entre as espécies que habitam os inselbergues, destacam-se as famílias Cyperaceae e Velloziaceae, além de licófitas, musgos e fungos liquenizados. Estas plantas e organismos, como as licófitas do gênero Selaginella, são importantes para a sucessão primária e a formação de "tapetes" vegetais que facilitam o crescimento de outras espécies.
Inselbergues referem-se a rochas maciças cristalinas, enquanto fragmentos dessas rochas que se soltam e permanecem dispersos na vegetação. Esses fragmentos podem acumular diversas plantas, incluindo algas, briófitas, samambaias e angiospermas, dependendo de fatores como área de superfície, exposição solar, e proximidade com rios e o oceano. No Parque Estadual da Serra da Tiririca, observou-se que grandes figueiras, como Ficus adhatodifolia e Ficus gomelleira, têm raízes que se inserem nas fendas dos matacões, ajudando a estabilizá-los e prevenir deslizamentos. Além disso, espécies herbáceas formam comunidades rupícolas e saxícolas nos matacões, acumulando matéria orgânica. As famílias Araceae, Begoniaceae e Bromeliaceae são especialmente notáveis por reter material orgânico do dossel, contribuindo para a formação de novos substratos sobre os matacões.

### Degradação ambiental
Embora o conhecimento sobre a flora dos inselbergues ainda seja limitado, houve avanços significativos, como o checklist de plantas vasculares apresentado para a Região Sudeste e Bahia. Essas áreas não são prioritárias para conservação e enfrentam intensa destruição devido a atividades humanas, como pastoreio, extração de rochas, coleta de plantas, queimadas, turismo, introdução de espécies exóticas, e outros impactos como pisoteio, descarte de resíduos e vandalismo. A falta de educação ambiental nas Unidades de Conservação agrava o problema, levando à diminuição de plantas endêmicas, raras e ameaçadas. Os inselbergues são importantes para a descoberta de novas espécies e o reencontro com espécies raras, o que reforça a necessidade de sua conservação.